# DeSoto (Texas)
DeSoto és una població dels Estats Units a l'estat de Texas. Segons el cens del 2000 tenia 37.646 habitants.

## Demografia
Segons el cens del 2000, DeSoto tenia 37.646 habitants, 13.709 habitatges, i 10.459 famílies. La densitat de població era de 673,5 habitants/km².
Dels 13.709 habitatges en un 39,5% hi vivien nens de menys de 18 anys, en un 58,8% hi vivien parelles casades, en un 14,1% dones solteres, i en un 23,7% no eren unitats familiars. En el 20,6% dels habitatges hi vivien persones soles el 6,1% de les quals corresponia a persones de 65 anys o més que vivien soles. El nombre mitjà de persones vivint en cada habitatge era de 2,71 i el nombre mitjà de persones que vivien en cada família era de 3,14.
Per edats la població es repartia de la següent manera: un 28,2% tenia menys de 18 anys, un 7,6% entre 18 i 24, un 30,2% entre 25 i 44, un 24,8% de 45 a 60 i un 9,3% 65 anys o més.
L'edat mediana era de 36 anys. Per cada 100 dones de 18 o més anys hi havia 83,4 homes.
La renda mediana per habitatge era de 57.699$ i la renda mediana per família de 66.986$. Els homes tenien una renda mediana de 41.847$ mentre que les dones 33.179$. La renda per capita de la població era de 25.650$. Aproximadament el 4,1% de les famílies i el 5,5% de la població estaven per davall del llindar de pobresa.

## Poblacions més properes
El següent diagrama mostra les poblacions més properes.